# NGC 4526
NGC 4526 este o edge-on galaxy⁠(d) situată în constelația Fecioara. A fost descoperită în 13 aprilie 1784 de către William Herschel. Se află la o distanță de 15 megaparseci de Pământ.